# Kidal (região)
Kidal é uma região do Mali. Sua capital é a cidade de Kidal.

## Cercles

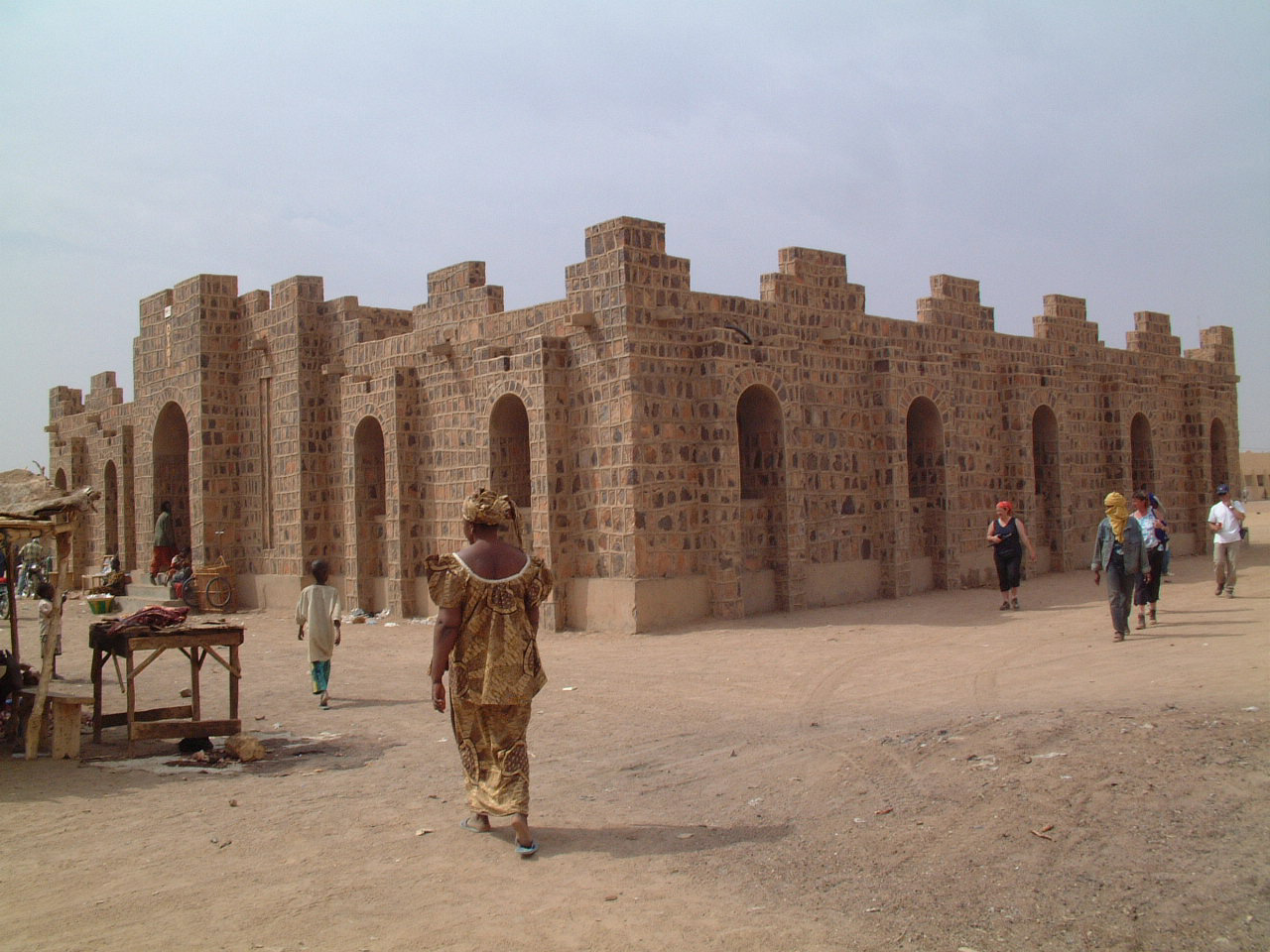
Maison artisans

- Abeïbara
- Kidal
- Tin-Essako
- Tessalit